# ISS-Expeditie 59
ISS-Expeditie 59 is de negenenvijftigste missie naar het Internationaal ruimtestation ISS. De missie begon op 15 maart 2019 met het vertrek van de Sojoez MS-12 van het ISS terug naar de Aarde en eindigde op 25 juni 2019, toen de Sojoez MS-11 terugkeerde naar de Aarde.

## Bemanning
| Positie           | Eerste deel (maart 2019)                  | Tweede deel (maart 2019 t/m juni 2019)       |
| ----------------- | ----------------------------------------- | -------------------------------------------- |
| Bevelhebber       | Oleg Kononenko, RSA 4e ruimtevlucht       | Oleg Kononenko, RSA 4e ruimtevlucht          |
| Flight Engineer 1 | David Saint-Jacques, NASA 1e ruimtevlucht | David Saint-Jacques, NASA 1e ruimtevlucht    |
| Flight Engineer 2 | Anne McClain, NASA 1e ruimtevlucht        | Anne McClain, NASA 1e ruimtevlucht           |
| Flight Engineer 3 |                                           | Aleksej Ovtsjinin, RSA 2e ruimtevlucht       |
| Flight Engineer 4 |                                           | Nick Hague, NASA 1e ruimtevlucht             |
| Flight Engineer 4 |                                           | Christina Hammock-Koch, NASA 1e ruimtevlucht |